# 扶氏経験遺訓
『扶氏経験遺訓』（ふしけいけんいくん）は、緒方洪庵がベルリン大学教授フーフェランドの内科書 "Enchiridion Medicum"（医学必携）第2版のハーヘマンによるオランダ語訳を重訳したもの。1857年（安政4年）出版。全30巻。